# Caiapós-mecranotis
Os caiapós-mecranotis, também chamados txucarramães, são um subgrupo dos caiapós, que habita o Sul do estado brasileiro do Pará, mais precisamente as Áreas Indígenas Baú e Mekranoti  e na reserva Capoto-Jarina, no norte de Mato Grosso.Pertencem ao grupo linguístico jê.
O grupo usa o nome de metuctire. O significado do nome “txucarramãe” é “guerreiro sem armas” ou “os homens sem arco”, nome dado pelos índios jurunas, inimigos tradicionais da tribo.